# Gauche unie du Pays valencien
 (avril 2024).
Si vous disposez d'ouvrages ou d'articles de référence ou si vous connaissez des sites web de qualité traitant du thème abordé ici, merci de compléter l'article en donnant les références utiles à sa vérifiabilité et en les liant à la section « Notes et références ».
Pour les articles homonymes, voir Esquerra Unida.
La Gauche unie du Pays valencien (en valencien, Esquerra Unida del País Valencià), connue sous le sigle EUPV, est la fédération valencienne de la Gauche unie espagnole.

## Idéologie
L'objectif de la Gauche unie du Pays valencien est la transformation des règles économiques, sociales, culturelles et politiques qui régissent le système capitaliste existant pour un système socialiste démocratique qui rend possible la pleine réalisation de la liberté, de l'égalité et des droits fondamentaux individuels, politiques, sociaux, nationaux et culturels, ainsi que l'équilibre avec l'environnement, la réalisation effective de l'égalité entre les femmes et les hommes, et la construction d'un Pays valencien fédéré avec l'État espagnol.

## Résultats électoraux

### Élections générales
Résultats dans la Communauté valencienne.
| Année   | Voix                       | %                          | Sièges |
| ------- | -------------------------- | -------------------------- | ------ |
| 1977    | 170 606                    | 9,15                       | 2      |
| 1979    | 224 520                    | 12,0                       | 3      |
| 1982    | 97 837                     | 4,7                        | 0      |
| 1986    | 98 352                     | 4,7                        | 0      |
| 1989    | 192 201                    | 9,12                       | 2      |
| 1993    | 256 929                    | 10,60                      | 3      |
| 1996    | 286 582                    | 11,17                      | 3      |
| 2000    | 141 404                    | 5,89                       | 1      |
| 2004    | 123 611                    | 4,72                       | 1      |
| 2008    | 74 405                     | 2,73                       | 0      |
| 2011    | 169 786                    | 6,51                       | 1      |
| 2015    | 111 963                    | 4,18                       | 0      |
| 2016    | au sein de A la valenciana | au sein de A la valenciana | 1      |
| 04/2019 | au sein de Unidas Podemos  | au sein de Unidas Podemos  | 1      |
| 11/2019 | au sein de Unidas Podemos  | au sein de Unidas Podemos  | 1      |
| 2023    | au sein de Sumar           | au sein de Sumar           | 1      |

### Élections au Parlement valencien
| Année | Voix                      | %                         | Sièges |
| ----- | ------------------------- | ------------------------- | ------ |
| 1983  | 142 570                   | 7,51                      | 6      |
| 1991  | 159 579                   | 8,03                      | 6      |
| 1991  | 151 242                   | 7,61                      | 6      |
| 1995  | 273 030                   | 11,66                     | 10     |
| 1999  | 137 212                   | 6,15                      | 5      |
| 2003  | 154 494                   | 6,45                      | 6      |
| 2007  | 195 116                   | 8,14                      | 7      |
| 2011  | 144 703                   | 6,05                      | 5      |
| 2015  | 106 047                   | 4,26                      | -      |
| 2019  | au sein de Unidas Podemos | au sein de Unidas Podemos | 2      |
| 2023  | au sein de Unidas Podemos | au sein de Unidas Podemos | -      |